# Holocentroidei
Sous-ordre
Les Holocentroidei sont un sous-ordre de poissons téléostéens. 

## Liste des familles et sous-familles
Selon NCBI (27 mai 2010) :
- famille Holocentridae
  - sous-famille Holocentrinae
  - sous-famille Myripristinae